# Come from the Shadows
| Recensione                        | Giudizio |
| --------------------------------- | -------- |
| AllMusic                          | [ 1 ]    |
| Robert Christgau                  | C+       |
| The New Rolling Stone Album Guide | [ 3 ]    |

Come from the Shadows è un album in studio della cantante statunitense Joan Baez, pubblicato dalla A&M Records nel maggio del 1972.

## Tracce
Tutte le tracce sono di Joan Baez tranne dove indicato
Lato A
1. Prison Trilogy (Billy Rose) – 4:23
2. Rainbow Road – 3:03 (Don Fritts, Dan Penn)
3. Love Song to a Stranger – 3:55
4. Myths – 3:19
5. In the Quiet Morning (For Janis Joplin) – 2:58 (Mimi Fariña)
6. Weary Mothers (People Union I) – 3:34

Lato B
1. To Bobby – 3:53
2. Song of Bangladesh – 4:49
3. A Stranger in My Place – 3:07 (Kenny Rogers, Kin Vassy)
4. Tumbleweed – 3:32 (Douglas Van Arsdale)
5. The Partisan – 3:17 (Anna Marly, Hy Zaret)
6. Imagine – 3:27 (John Lennon)

## Musicisti
- Joan Baez - chitarra, voce
- Grady Martin - chitarra
- Pete Wade - chitarra
- John Buck Wilkin - chitarra
- Welldon Myrick - chitarra pedal steel
- Stuart Basore - chitarra steel
- David Briggs - tastiere
- Glen Spreen - tastiere, arrangiamenti strumenti a corda
- Charlie McCoy - harp, chitarra
- Norbert Putnam - basso
- Kenneth Buttrey - batteria
- Farrell Morris - percussioni

Note aggiuntive
- Joan Baez - produttore
- Norbert Putnam - co-produttore (per la J.C.B. Productions)
- Registrazioni effettuate al Quadrafonic Sound Studios di Nashville, Tennessee
- Gene Eichelberger - ingegnere delle registrazioni
- Roland Young - art direction
- Bob Fitch - fotografia copertina frontale album
- Jim McCrary - fotografia retrocopertina album
- Chuck Beeson - design album[5]